# 須曽蝦夷穴古墳

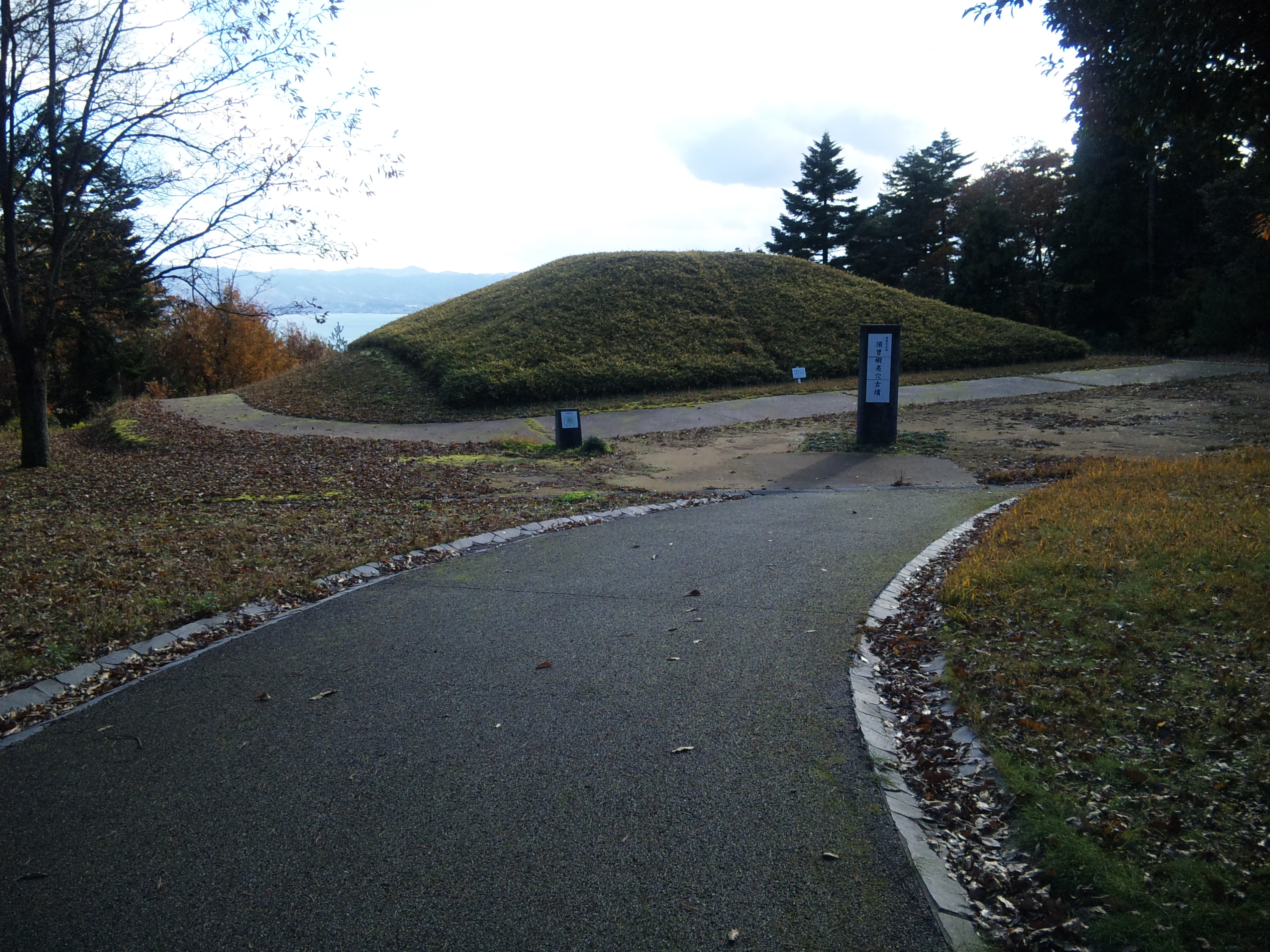
全景

須曽蝦夷穴古墳（すそえぞあなこふん）は、石川県七尾市能登島須曽町に所在する古墳である。

## 概要
七尾湾内に浮かぶ能登島の南岸に臨む字須曽の背後丘陵に所在し、標高約80メートルである。
一辺が20メートル程度、高さ約4.5メートルで、古墳時代後期に属する横穴式の方墳であるが、石室が二つ有ること、横穴が石室の長辺に接続していること、石室の天井部は隅三角持送技法によりドーム状になっていることなど、日本の古墳には例が少ない高句麗式の構造を備えている特徴がある。
二基の石室とも長い羨道部をもち、全長約7メートル前後ある。雄室と呼ばれる東側の石室は平面形はＴ字形で、雌室の方は逆Ｌ字形に造っている。石室用材は能登島に産出する安山岩室板石である。
構築されたのは古墳が殆ど作られなくなった7世紀中頃とされ、被葬者は判っていない。
1981年（昭和56年）、国の史跡に指定された。

## アクセス
鉄道
JR西日本七尾線： 和倉温泉駅下車、車で10分。